# 차승현
차승현(2000년 2월 26일 ~ ) 은 대한민국의 축구선수이다. 현재 K리그2 서울 이랜드에서 뛰고 있고, 포지션은 수비수이다.

## 클럽 경력
2022. 강릉시민축구단
2023. 서울 이랜드 FC